# 襄安镇
襄安镇，是中华人民共和国安徽省芜湖市无为市下辖的一个乡镇级行政单位。

## 行政区划
襄安镇下辖以下地区：
团结社区、胜利社区、马腰村、三河村、沈马村、百子村、白鹤村、新生村、文思村、周林村、汪桥村、襄安村和吉祥村。